# Дзидайгэки

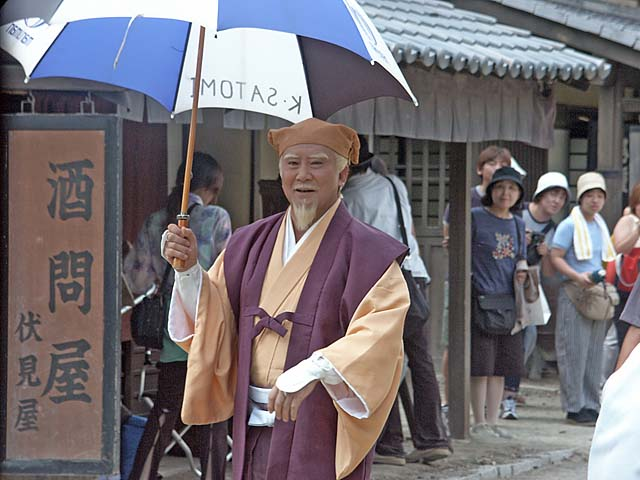
Актёр Котаро Сатоми на съёмках сериала «Мито Комон»

Дзидайгэки (яп. 時代劇) — японская историческая драма, сценический и кинематографический жанр в Японии, также называемый «костюмно-историческим». Постановки в данном жанре охватывают периоды от становления самурайского класса и вплоть до начала эпохи Мэйдзи, когда класс самураев был отменён императорским указом. Большинство фильмов посвящены периоду Эдо (1603—1868), но немалое количество фильмов и сюжетов охватывает и более ранние исторические периоды, например, период Хэйан (фильм «Муки ада») и особенно период Сэнгоку дзидай (воюющих провинций). Дзидайгэки рисует жизнь самураев, а также ремесленников и крестьян средневековой Японии. Поджанром дзидайгэки является тямбара, которую еще называют самурайским боевиком — фильмы с незамысловатым сюжетом и обязательными поединками на мечах.

## История
В области драматургии создателем дзидайгэки считается Тикамацу Мондзаэмон. В кинематографе этот жанр возник практически вместе с возникновением в Японии кинематографа и вплоть до введения цензуры накануне войны и затем участия Японии во Второй мировой войне переживал свой золотой период. Второй плодотворный период дзидайгэки начался с окончанием американской оккупации Японии в начале 1950-х годов, когда выпускалось по сотне фильмов этого жанра в год, самым ярким автором стал Гэндзо Мураками. С конца 1950-х — начала 1960-х годов жанр претерпевает изменения, и на смену весёлым, музыкальным, развлекательным фильмам для всей семьи приходят серьёзные фильмы с оттенком социальных драм. В это время уже т. н. новая волна режиссёров вносит свой вклад в его развитие. Есть мнение, что жанр развивался до конца 1960-х годов. Примерно в это время телевидение начало вытеснять по популярности большой экран и, соответственно, очень многие ведущие актеры и режиссёры, работавшие в этом жанре, сосредоточились на многосерийных ТВ постановках. Однако и в 1970-е годы выходило немало фильмов дзидайгэки, оставивших свой след в японском и мировом кинематографе. В 1980-х и начале 1990-х годов были поставлены крупные драмы о выдающихся правителях — полководцах эпохи Сэнгоку-дзидай, в дзидайгэки продолжали работать такие крупные режиссёры, как Куросава, Гося и Фукасаку.
Дзидайгэки популярен и сегодня, но уже давно не является ведущим жанром японского кинематографа, с которого начинался большой экран и благодаря которому мировую известность приобрели такие выдающиеся режиссёры, как, например, Куросава, Кинугаса, Мидзогути и Мисуми.

## Типы
Действие многих дзидайгэки происходит в Эдо, военной столице. Другие рассказывают о приключениях людей, странствующих с места на место. Многолетние телесериалы "Дзэнигата Хэйдзи" и "Абарэнбо Сёгун" являются типичными дзидайгэки эпохи Эдо. Мито Комон, вымышленная история о путешествиях исторического даймё Токугавы Мицукуни, а также фильмы и телесериалы о Затойчи служат примером стиля путешествий.
Ещё один способ классификации дзидайгэки — по социальному статусу главных героев. Заглавный герой "Абаренбо сёгун" — Токугава Ёсимунэ, восьмой сёгун Токугава. Глава самурайского сословия, Ёсимунэ принимает обличье низкорангового хатамото, самурая на службе у сёгуна. Аналогично, Мито Комон — отставной вице-сёгун, маскирующийся под торговца.
В отличие от него, бросающий монетки Хэйдзи из "Дзэнигаты Хэйдзи" — простолюдин, работающий в полиции, а Ити (заглавный герой "Затоичи"), слепой массажист, — изгой, как и многие инвалиды в ту эпоху. На самом деле, работа массажистом, который обычно находился в самом низу профессиональной пищевой цепочки, была одной из немногих профессий, доступных слепым в ту эпоху. Гокенин Дзанкуро — самурай, но из-за своего низкого ранга и низкого дохода ему приходится выполнять дополнительную работу, к которой самураи более высокого ранга не привыкли.

## Влияние
Как утверждал создатель «Звёздных войн» Джордж Лукас, слово «джедай» он придумал, именно вспомнив про название жанра дзидайгэки, который произвёл на него большое впечатление.